# Novo Selo (Leskovac)
Novo Selo (Leskovac) (em cirílico: Ново Село) é uma vila da Sérvia localizada no município de Leskovac, pertencente ao distrito de Jablanica, na região de Jablanica. A sua população era de 36 habitantes segundo o censo de 2002.

## Demografia
| 1948  | 1953  | 1961  | 1971 | 1981 | 1991 | 2002 | 2011 |
| ----- | ----- | ----- | ---- | ---- | ---- | ---- | ---- |
| 1 137 | 1 043 | 1 000 | 868  | 538  | 248  | 120  | 36   |